# Leptotyphlops latirostris
Leptotyphlops latirostris — вид змій родини струнких сліпунів (Leptotyphlopidae). Мешкає в регіоні Африканських Великих озер.

## Поширення і екологія
Leptotyphlops latirostris мешкають на північному узбережжі озера Танганьїка та в долині Рузізі, на території Бурунді, Танзанії та у Демократичній Республіці Конго (провінція Південне Ківу). Вони живуть в акацієвих саванах і вічнозелених чагарниках, на висоті від 700 до 1000 м над рівнем моря. Ведуть риючий спосіб життя. Відкладають яйця.

## Збереження
МСОП класифікує стан збереження цього виду як близький до загрозливого. Leptotyphlops latirostris загрожує знищення природного середовища.